# Безредици във Франция (2005)
Масовите безредици във Франция, започнали след смъртта на 2 младежи араби в трафопост в предградие на Париж, за което са обвинени полицейските служби, парализират Франция в края на октомври и началото на ноември 2005 г.
Размирниците са децата на имигранти от Северна Африка и Субсахарна Африка, за които ислямът е неделим компонент на тяхната идентичност, който ги обединява срещу французите. След 10-ия си ден бунтът започва да излиза извън контрол и в много райони на страната е въведен вечерен час, а изолирани инциденти започват да се появяват в други европейски държави. Безредиците утихват в края на ноември 2005 г., почти 20 дни след началото им.

## Равносметка
- Начало: 17:20, четвъртък, 27 октомври 2005, Клиши су Боа
- Засегнати градове: над 300
- Унищожена собственост: над 9000 превозни средства и множество сгради
- Оценка на щетите: над 200 милиона евро
- Арести: 2888
- Убити от размирниците: 3
- Ранени полицаи и пожарникари: 126

Source: French Interior Ministry, BBC News unless stated

### Щети
|      | ден                         | запалени коли | арести |
| 1.   | Петък 28 октомври 2005      | –             | 27     |
| 2.   | Събота 29 октомври 2005     | 29            | 14     |
| 3.   | Неделя 30 октомври 2005     | 30            | 19     |
| 4.   | Понеделник 31 октомври 2005 | –             | –      |
| 5.   | Вторник 1 ноември 2005      | 69            | –      |
| 6.   | Сряда 2 ноември 2005        | 40            | –      |
| 7.   | Четвъртък 3 ноември 2005    | 315           | 29     |
| 8.   | Петък 4 ноември 2005        | 596           | 78     |
| 9.   | Събота 5 ноември 2005       | 897           | 253    |
| 10.  | Неделя 6 ноември 2005       | 1295          | 312    |
| 11.  | Понеделник 7 ноември 2005   | 1408          | 395    |
| 12.  | Вторник 8 ноември 2005      | 1173          | 330    |
| 13.  | Сряда 9 ноември 2005        | 617           | 280    |
| 14.  | Четвъртък 10 ноември 2005   | 482           | 203    |
| 15.  | Петък 11 ноември 2005       | 463           | 201    |
| 16.  | Събота 12 ноември 2005      | 502           | 206    |
| 17.  | Неделя 13 ноември 2005      | 374           | 212    |
| 18.  | Понеделник 14 ноември 2005  | 284           | 115    |
| 19.  | Вторник 15 ноември 2005     | 215           | 71     |
| 20.  | Сряда 16 ноември 2005       | 163           | 50     |
| 21.  | Четвъртък 17 ноември 2005   | 98            | -      |
| Общо | 21 дни                      | 9050          | 2888   |

## Други държави

#### Белгия
Няколко дни след началото на безредиците в съседна Франция, в няколко белгийски града започват палежи на автомобили и частна собственост. До 10 ноември те се разрастват и вече обвхащат около 15% от територията на страната, а полицията въвежда вечерен час в някои градове. След нормализирането на ситуацията във Франция напреженето намалява и в Белгия, като последните случай на палежи са от 24 ноември. По време на безредиците, продължили 18 дни, са ранени 18 души, запалени са 228 коли, арестувани са 123 души, пострадали са 49 белгийски града.

#### Германия
Между 6 и 8 ноември в няколко немски града са извършени редица палежи, които по всяка вероятност са свързани със събитията около Париж. В района на Берлин са запалени 7 коли, в Бремен - 4 коли и 1 каравана, а в Кьолн – 2 автомобила.

#### Дания
В края на месец октомври в град Орхус в Дания са извършени редица палежи на автомобили и дори няколко магазина. След засилени полицейски патрули и среща на градския съвет положението постепенно се стабилизира и е премахната възможността от ескалиране на насилието.

#### Гърция
Между 11 и 14 ноември анархисти атакуват редица френски магазини в Атина - големи щети понасят автосалони на Рено и Мерцедес, собственост на френски бизнесмени. Атакувани са и хранителни магазини, а на 17 ноември протестанти замерят с яйца и кофи с боя сградата на френското посолство в столицата. На следващия ден в Перистери, едно от предградията на Атина, пред автосалон на Шевролет са взривени две газови бутилки и сграда е почти напълно разрушена. При безредиците в Гърция са унищожени над 50 автомобила, а 7 сгради понасят сериозни щети.

#### Испания
От 6 до 11 ноември насилието обхваща и южната съседка на Франция. Почти всички палежи са в района на Севиля и Барселона, където са открити и графити с надписи 'Пожарът идва' и 'Париж гори'. За 6 дни в Испания са запалени почти 70 контейнера за боклук и над 30 автомобила, арестувани са 6 души.

#### Холандия
На 12 ноември в Ротердам са запалени 12 автомобила, а във Валвейк – 4.

#### Швейцария
На 13 ноември неизвестни лица подпалват 2 автомобила в швейцарския град Мартини.

## Снимки
- Yahoo!
- Reuters
- La Repubblica
- BBC